# Halina Dyrschka
Halina Dyrschka (* 26. Oktober 1975 in Berlin) ist eine deutsche Filmregisseurin, Drehbuchautorin und Filmproduzentin.

## Leben und Werk
Halina Dyrschka studierte Schauspiel an der Westfälischen Schauspielschule Bochum sowie Klassischen Gesang und Filmproduktion. Der Kurzfilm Neuneinhalbs Abschied (2009) war ihr Regiedebüt. Sie gründete die Produktionsfirma Ambrosia Film und produzierte dort unter anderem ihre Filme Neuneinhalbs Abschied (2009) und Opera Buffa (2011). Fünf Jahre lang hat sie zu Hilma af Klint recherchiert und einen ersten Film über die Pionierin der Abstraktion überhaupt produziert. Ihr Dokumentarfilmdebüt Jenseits des Sichtbaren – Hilma af Klint wurde bei der Filmkunstmesse Leipzig 2019 uraufgeführt und mit dem Publikumspreis ausgezeichnet.

## Filmografie
- 2001: Das Rendezvous
- 2008: Kinder brauchen gute Filme!
- 2009: Neuneinhalbs Abschied
- 2011: A Little Suicide (Produktion)
- 2011: Opera Buffa (Drehbuch und Produktion)
- 2013: Déja Vu
- 2019: Jenseits des Sichtbaren – Hilma af Klint[2]

## Auszeichnungen
- 2010: Bester Kurzfilm beim 15. Schlingel Filmfestival Chemnitz für Neuneinhalbs Abschied
- 2011: Bester Kurzfilm beim Murnau-Kurzfilmpreis für Neuneinhalbs Abschied
- 2013: Spezialpreis der Jury bei Deutscher Hörfilmpreis für Neuneinhalbs Abschied
- 2019: Publikumspreis der Filmkunstmesse Leipzig für Jenseits des Sichtbaren – Hilma af Klint
- 2020: VFF Dokumentarfilm-Produktionspreis beim DOK.fest München für Jenseits des Sichtbaren – Hilma af Klint